# Hermópolis Parva
| O1 | Z1 | G26 · X1 · Z4 |

| O1 | Z1 | G26 · X1 · Z4 |

Hermópolis Parva (Per-Dyehuty, «La casa de Thot») fue la capital de Dyehuty, nomo XV del Bajo Egipto. Ciudad próxima a Tell el-Naqus, cerca de El-Baqliyah. 
Hermópolis (en griego: Ἑρμοῦ πόλις, "Ciudad de Hermes") es el nombre helenizado de dos ciudades del Antiguo Egipto, en donde se veneraba a Dyehuty (Hermes): Hermópolis Magna y Hermópolis Parva.
|  |

- Nombre egipcio: Bah (Ba'h).
- Nombre griego: Hermópolis Parva.
- Nombre árabe: El-Baqliya.

## Principales restos arqueológicos
- Templo al dios Dyehuty
- El cementerio de Ibis